# 前鎮區
22°35′49″N 120°18′53″E / 22.5970794°N 120.3147208°E
前鎮區位於台灣高雄市西南部，北臨苓雅區，東鄰鳳山區，西隔高雄港與旗津區相望，南接小港區，境內地勢平坦，氣候屬熱帶季風氣候，區內人口約17.8萬人，為高雄市人口第五大區。前鎮區有前鎮科技產業園區、高雄軟體園區、高雄多功能經貿園區、亞洲新灣區及中鋼集團，也是前鎮漁港與部分高雄港碼頭的所在地。當地有多家大型購物中心與賣場。當地住戶通常會以凱旋路作為兩個大範圍劃分，凱旋路北面呈現人口稠密繁忙的都市樣貌，凱旋路南面(港區除外)則有另一種小鎮風光。

## 歷史
前鎮區依地方屬性及發展分為前鎮、草衙、佛公、獅甲(西甲)（舊稱戲獅甲）、籬仔內、崗山仔六個地區。
前鎮區的地名由來：南明政權的水師中軍由鄭成功統帥，下分為前、後、中、左、右五提督，五提督後來實際成為明鄭政權最高階的軍事單位。五提督下又分為前、後、左、右、中五鎮，其中中提督前鎮屯營於此地，故名「前鎮」。
二是說明鄭時期鄭成功為防西洋人再次入侵，於紅毛港設前哨，另設衙門於草衙，草衙就是指這個小衙門，而前鎮即為草衙前的鎮營守地之意；三是說清朝時此地土匪猖獗，府縣便在此派兵鎮守此地，故得前鎮之名。以第一種說法較為人接受。
- 清朝時期，均屬鳳山縣管轄。
- 日本大正9年，台灣地方改制，前鎮、戲獅甲劃歸高雄州高雄郡高雄街；籬仔內、崗山仔隸於鳳山郡鳳山街；草衙、佛公隸屬鳳山郡小港庄管轄。
- 日本大正13年，廢止高雄郡及高雄街，改制為高雄市，前鎮及戲獅甲均劃入市區；
- 日本昭和15年，將草衙、佛公、籬仔內、崗山仔也劃入高雄市轄區。
- 臺灣戰後時期將前述六個地區（前鎮、戲獅甲、草衙、佛公、籬仔內、崗山仔）合併，改設高雄市前鎮區至今。

## 人口
根據高雄市政府民政局統計，2024年底前鎮區戶數約8.1萬戶，人口約17.8萬人，區內人口最多與最少的里分別是草衙里與興化里，2024年底兩里人口分別為10,139人與648人。

## 政治

### 歷任首長
| 任期   | 姓名   | 時間               | 備註 |
| ------ | ------ | ------------------ | ---- |
| 第1任  | 張啟周 | 34年12月～35年11月 |      |
| 第2任  | 朱再發 | 35年11月～37年10月 |      |
| 第3任  | 陳田涵 | 37年10月～39年8月  |      |
| 第4任  | 朱登習 | 39年8月～42年8月   |      |
| 第5任  | 陳水淋 | 42年8月～49年9月   |      |
| 第6任  | 許石砱 | 49年9月～56年4月   |      |
| 第7任  | 孫順天 | 56年4月～66年6月   |      |
| 第8任  | 張廷江 | 66年7月～68年6月   |      |
| 第9任  | 許涁鈴 | 68年7月～73年12月  |      |
| 第10任 | 謝酉山 | 74年1月～76年7月   |      |
| 第11任 | 黃清雄 | 76年7月～80年3月   |      |
| 第12任 | 張廷江 | 80年4月～89年5月   |      |
| 第13任 | 陳秀鳳 | 89年5月～91年1月   |      |
| 第14任 | 郭明道 | 91年1月～93年9月   |      |
| 第15任 | 冬啟程 | 93年9月～98年4月   |      |
| 第16任 | 林玉魁 | 98年4月～105年2月  |      |
| 第17任 | 袁德明 | 105年2月～106年7月 |      |
| 第18任 | 王昌文 | 106年7月～108年3月 |      |
| 第19任 | 李幸娟 | 108年3月～110年2月 |      |
| 第20任 | 吳永揮 | 110年2月～112年4月 |      |
| 第21任 | 謝水福 | 112年4月～114年7月 |      |
| 第22任 | 黃伯雄 | 114年7月～現任     |      |

### 區政組織
前鎮區公所是高雄市政府在前鎮區的派出機關，在中華民國政府架構中為市政府綜理區政的執行機關，上級業務監督機關為高雄市政府。区长由市長任命，其任期為無任期保障。在區長及主任秘書之下，設有4課4室等8個內部單位。

### 行政區劃
| 前鎮區行政區劃 |
| 鎮 北 里 振興里 建隆里 忠純里 忠誠里 良 和 里 西甲里 盛興里 盛 豐 里 忠孝里 興中里 西山里 民權里 興東里 復 國 里 竹中里 竹西里 竹北里 竹東里 竹內里 竹南里 瑞 竹 里 興 邦 里 瑞誠里 瑞北里 瑞文里 瑞興里 瑞西里 瑞崗里 瑞昌里 瑞華里 瑞隆里 瑞東里 瑞和里 瑞平里 瑞豐里 瑞祥里 瑞南里 鎮中里 前 鎮 里 鎮陽里 鎮東里 鎮 榮 里 鎮 昌 里 鎮 海 里 平等里 平昌里 興仁里 信 德 里 信義里 興 化 里 仁愛里 德昌里 明 道 里 明禮里 明 正 里 明 義 里 草 衙 里 明 孝 里 |

區里活動中心
- 民權里活動中心（民權里）
- 興東里活動中心（興東里）
- 仁愛里活動中心（仁愛里）
- 前鎮四里活動中心（前鎮里、鎮北里、鎮陽里、鎮中里）
- 草衙等四里聯合活動中心（草衙里、明義里、明孝里、明正里）
- 竹西里活動中心（竹西里、竹內里）
- 崗山仔南區里聯合活動中心（瑞隆里、瑞南里、瑞平里、瑞豐里、瑞和里、瑞祥里、瑞東里）
- 崗山仔中區里聯合活動中心（瑞誠里、瑞文里、瑞興里、瑞北里、瑞西里）
- 君毅正勤里活動中心（忠純里、忠誠里）
- 鎮昌鎮榮里活動中心（鎮昌里、鎮榮里）

## 教育

### 高級中等學校
- 高雄市立中正高級工業職業學校
- 高雄市立前鎮高級中學
- 高雄市立瑞祥高級中學

### 國民中學
- 高雄市立前鎮國民中學
- 高雄市立光華國民中學
- 高雄市立瑞豐國民中學
- 高雄市立獅甲國民中學
- 高雄市立瑞祥高級中學附設國民中學
- 高雄市立興仁國民中學

### 國民小學
- 高雄市前鎮區前鎮國民小學【前鎮】
- 高雄市前鎮區民權國民小學
- 高雄市前鎮區佛公國民小學【佛公】
- 高雄市前鎮區紅毛港國民小學
- 高雄市前鎮區獅甲國民小學【戲獅甲】
- 高雄市前鎮區瑞豐國民小學【崗山仔】
- 高雄市前鎮區樂群國民小學【籬仔內】
- 高雄市前鎮區仁愛國民小學【新草衙】
- 高雄市前鎮區光華國民小學
- 高雄市前鎮區明正國民小學【舊草衙】
- 高雄市前鎮區復興國民小學【戲獅甲】
- 高雄市前鎮區瑞祥國民小學【崗山仔】
- 高雄市前鎮區愛群國民小學【戲獅甲】
- 高雄市前鎮區鎮昌國民小學【新草衙】

### 特殊教育
- 高雄市立成功特殊教育學校

## 交通

### 捷運
高雄捷運
- 紅線：三多商圈站 - 獅甲站 - 凱旋站 - 前鎮高中站 - 草衙站
- 環狀輕軌：C37輕軌機廠站 - C1籬仔內站 - C2凱旋瑞田站 - C3前鎮之星站 - C4凱旋中華站 - C5夢時代站 - C6經貿園區站 - C7軟體園區站

### 渡輪
- 前鎮輪渡站

### 國道
- 國道一號（中山高速公路）
  - 高雄端（372B，中山四路出口）
  - 漁港路出口

### 主要公路
- 台17線
- 市道183號

### 重要道路
- 中華五路：苓雅區新光路至前鎮區凱旋四路
- 一心二路 - 一心一路 - 瑞隆路：苓雅區中山二路至鳳山區瑞隆東路
- 中山二路 - 中山三路 - 中山四路：苓雅區至小港區
- 翠亨北路 - 翠亨南路：前鎮區至小港區
- 凱旋三路 - 凱旋四路 ：苓雅區至前鎮區
- 成功二路
- 漁港路
- 新生路
- 光華二路 - 光華三路
- 復興三路
- 民權二路
- 時代大道
- 高雄港過港隧道
- 前鎮－旗津中洲渡輪站

## 旅遊

### 購物
- 統一夢時代購物中心
- SKM Park Outlets 高雄草衙（前身為大魯閣草衙道）
- 家樂福（成功店、光華店）
- IKEA高雄店
- COSTCO高雄店
- MLD台鋁生活商場
- 金銀島購物中心

### 夜市
- 瑞北夜市（每星期三、六晚上，已停業）
- 崗山南夜市（每星期日晚上，已停業）
- 凱旋青年觀光夜市（每日、勞工夜市併入同一區塊）
- 前鎮夜市：成功路與凱旋路交叉口
- 光華觀光夜市：光華二路上

### 知名景點
- 高雄市立圖書館總館
- 高雄展覽館
- 前鎮之星
- 宏裕行花枝丸館
- 珍芳烏魚子見學工廠
- 輕軌市區體驗（輕軌機廠站⇔高雄展覽館站）

### 特色公園
- 勞工公園（每星期六、日的白天有花市）
- 籬仔內公園
- 時代公園
- 中油海洋天堂公園
- 台塑王氏昆仲公園

### 市場、漁市
- 前鎮漁港（全臺最大漁業基地）
- 前鎮漁市場
- 前鎮第二公有市場
- 瑞興市場（崗山仔早市）
- 憲德市場（崗山仔）

## 宗教信仰

### 臺灣民間信仰
| 廟宇名稱                              | 創建年份 | 主祀神明              | 地址                  | 備註                                                                                               |
| 前鎮、戲獅甲                          |          |                       |                       | |
| 前鎮鎮南宮                            | 1682     | 關聖帝君              | 前鎮區鎮旺街1號       | |
| 前鎮南聖宮                            | 1997     | 天上聖母              | 前鎮區鎮州路225號     | 俗稱「前鎮媽」                                                                                     |
| 明心社警善堂                          | 1958     | 關聖帝君              | 前鎮區前鎮二巷10之1號 | |
| 戲獅甲廣濟宮                          | 1741     | 保生大帝              | 前鎮區中山二路217號   | 戲獅甲發源地                                                                                       |
| 獅甲慈明宮                            | 明清時期 | 天上聖母              | 前鎮區廣西路416號     | 分靈自「東石笨港口港口宮」                                                                         |
| 籬仔內、崗山仔                        |          |                       |                       | |
| 籬仔內憲德宮                          | 1913     | 五府千歲              | 前鎮區籬仔內路76號    | |
| 籬仔內代天院                          | 略       | 吳府千歲              | 前鎮區憲德街100-1號   | |
| 高雄千秋府                            | 略       | 千秋爺                | 前鎮區和平二路170-1號 | 以高雄「路中廟」聞名                                                                               |
| 崗山仔保安宮                          | 1876     | 天上聖母              | 前鎮區瑞義街14號      | 俗稱「崗山仔媽」                                                                                   |
| 天曹通天府                            | 1971     | 五府千歲              | 前鎮區瑞福路103-1號   | 分靈自「東石洲仔慈安宮」（現名臥龍港代天府） 原名崗山仔慈安宮、崗山仔南天府 113年8月更名天曹通天府 |
| 崗山仔代天府廣安宮 崗山仔南鯤鯓萬善堂 | 略       | 五府千歲 南鯤鯓萬善爺 | 前鎮區瑞泰街70號      | |
| 高茄金鑾宮                            | 1996     | 天上聖母              | 前鎮區隆興街11巷22號  | 延靈自「下茄萣金鑾宮」                                                                             |
| 前鎮聖天宮                            | 1967     | 天上聖母              | 前鎮區忠誠路214之1號  | 又名「瑞南里聖天宮」 分靈自「東石笨港口港口宮」                                                    |
| 草衙、沙仔地、媽祖港、佛公            |          |                       |                       | |
| 草衙朝陽寺                            | 1674     | 觀世音菩薩            | 前鎮區草衙中街34號    | |
| 草衙龍鳳宮                            | 略       | 碧霞元君              | 前鎮區德昌路80巷46號  | 碧霞元君開基祖廟                                                                                   |
| 草衙五千宮                            | 略       | 五府千歲              | 前鎮區衙和三街1號     | |
| 草衙永安宮                            | 略       | 遊巡七府大王          | 前鎮區翠享北路83號    | |
| 沙仔地慈正宮                          | 1958     | 霞海城隍              | 前鎮區興旺路331巷12號 | 原為萬中祠，主祀鎮海元帥                                                                           |
| 沙仔地明正堂                          | 略       | 文海城隍              | 前鎮區興旺路416號     | 本名蔡蓼莪，由義應公升格 與南海清宮、三天宮合稱「沙仔地三間廟」                                    |
| 南海清宮                              | 1970     | 包府千歲              | 前鎮區興旺路418號     | 分靈自四湖三條崙海清宮 與明正堂、三天宮合稱「沙仔地三間廟」                                        |
| 三天宮                                | 1961     | 中壇元帥              | 前鎮區興旺路420號     | 金身自新營太子宮請來 與明正堂、南海清宮合稱「沙仔地三間廟」                                        |
| 佛公天后宮                            | 明末清初 | 天上聖母              | 前鎮區天后街34號      | |
| 新佛公三龍宮                          | 1980     | 三坪祖師              | 前鎮區福民街45巷17號  | |

其他
- 紅毛港朝天宮

### 佛教
- 信徹禪寺
- 永弘寺
- 妙崇寺

### 基督宗教
| 宗派                             | 教會（禮拜堂 / 聖堂） |
| -------------------------------- | --- |
| 天主教                           | 善導之母堂、聖家堂、聖董文學堂 |
| 路德宗（信義會）                 | 財團法人基督教臺灣信義會（前鎮教會、崗山教會、樂河教會）                                                                             |
| 歸正宗長老會（臺灣基督長老教會） | 瑞華教會、草衙教會、前鎮教會、高雄美港教會、凱旋教會、聖心教會、林德教會、新民教會、中山教會、一心教會                               |
| 浸禮宗（浸信會）                 | 中華基督教愛群浸信會 |
| 召會                             | 高雄市召會（中山路會所、復興路會所、瑞興街會所）                                                                                     |
| 其他                             | 真耶穌教會（三多教會、前鎮教會）、基督教救恩會草衙教會、高雄榮美教會、中華基督教協同會高雄一心教會、鎮海基督教會、高雄新生命小組教會 |

## 景色

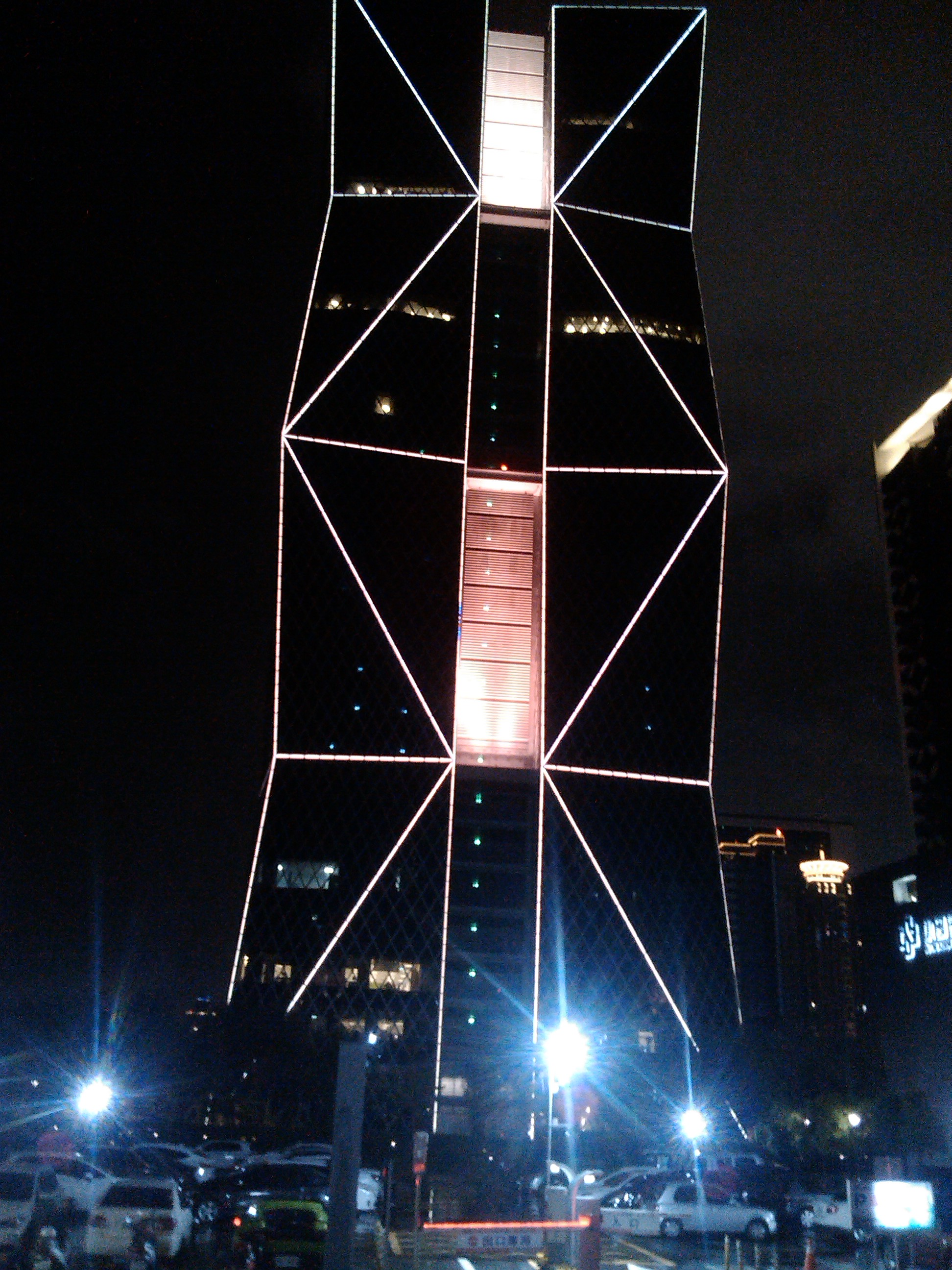
中鋼集團總部大樓
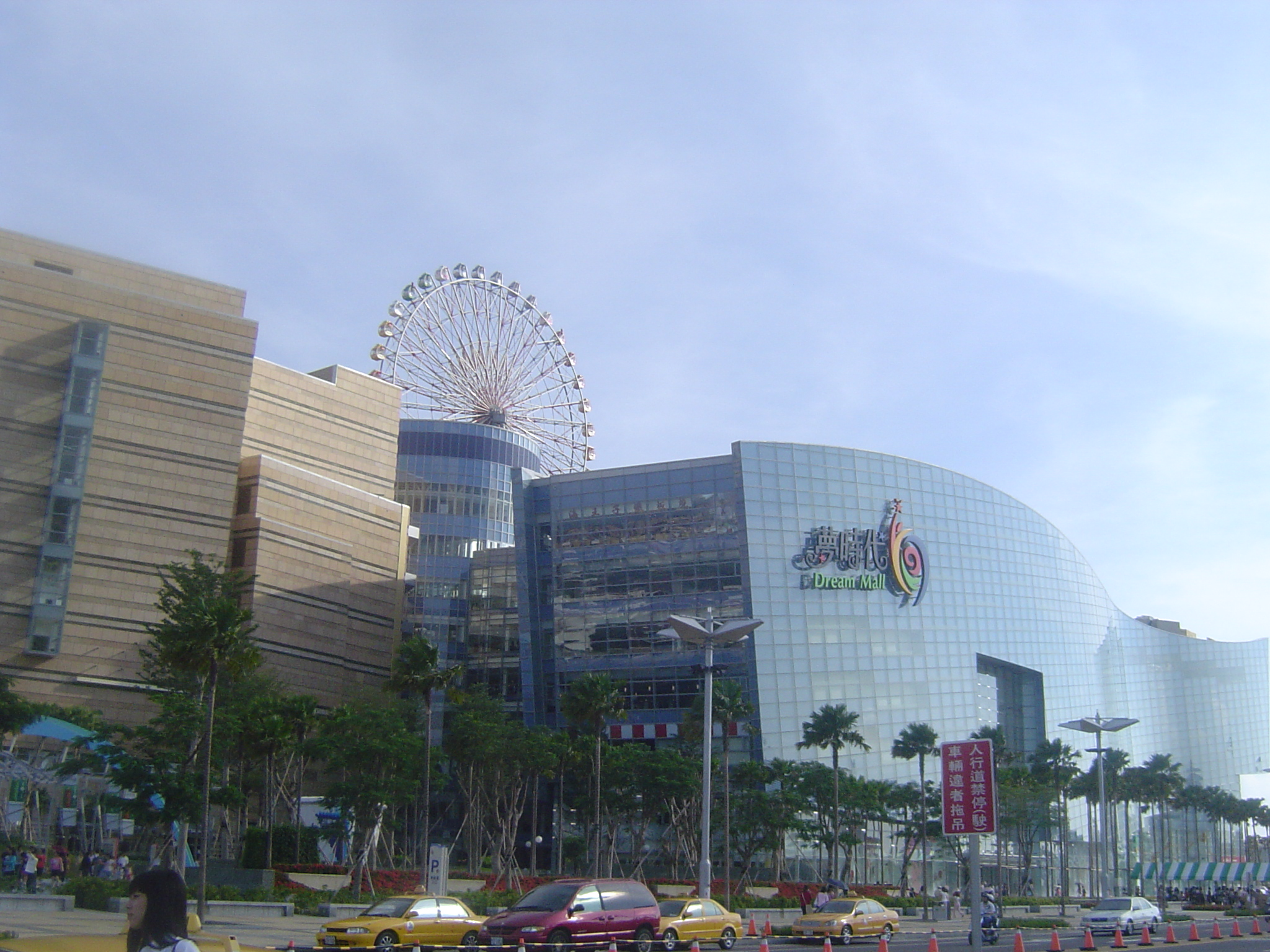
統一夢時代購物中心
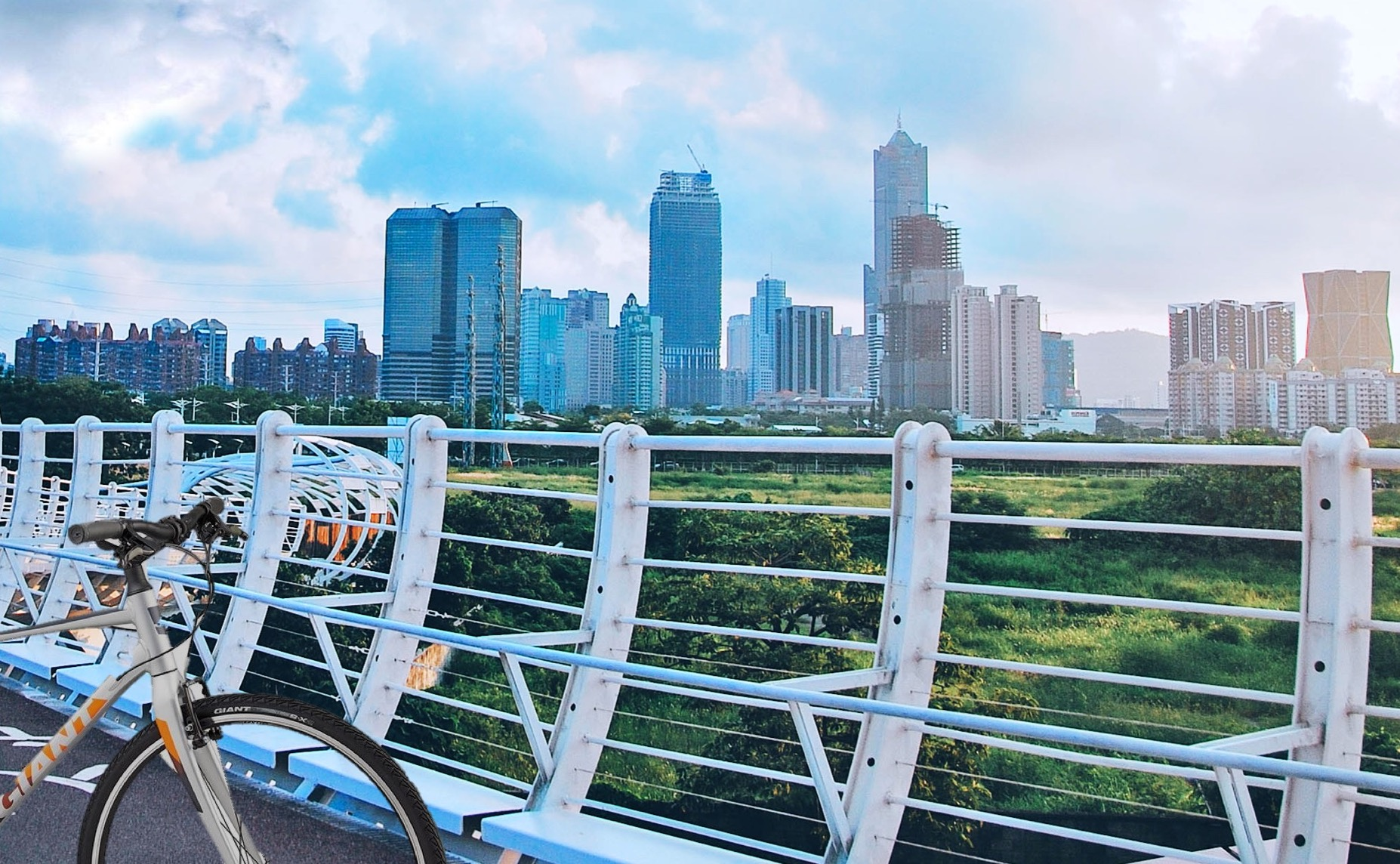
從前鎮之星眺望高雄天際線
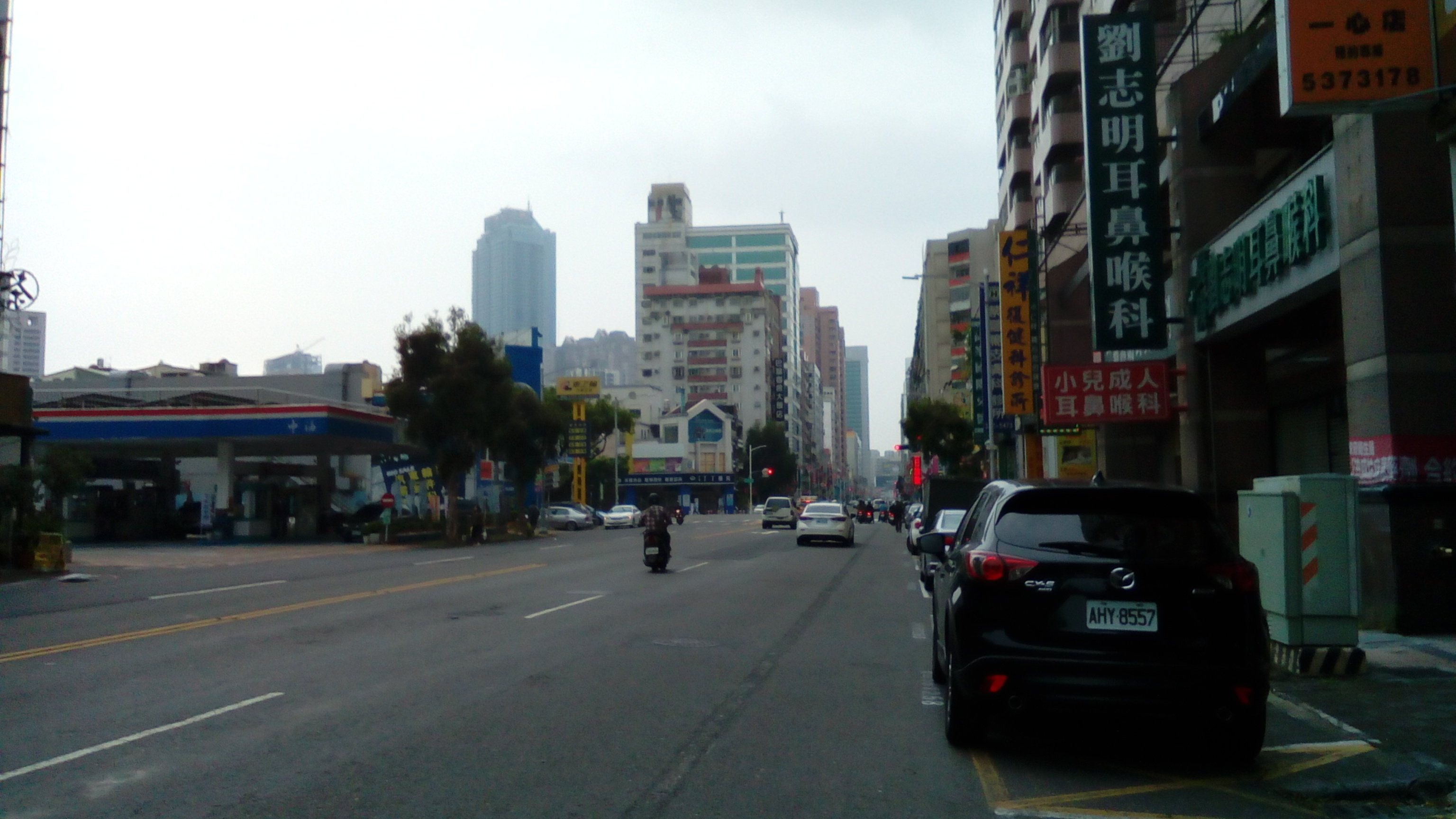
前鎮區一心一路街景
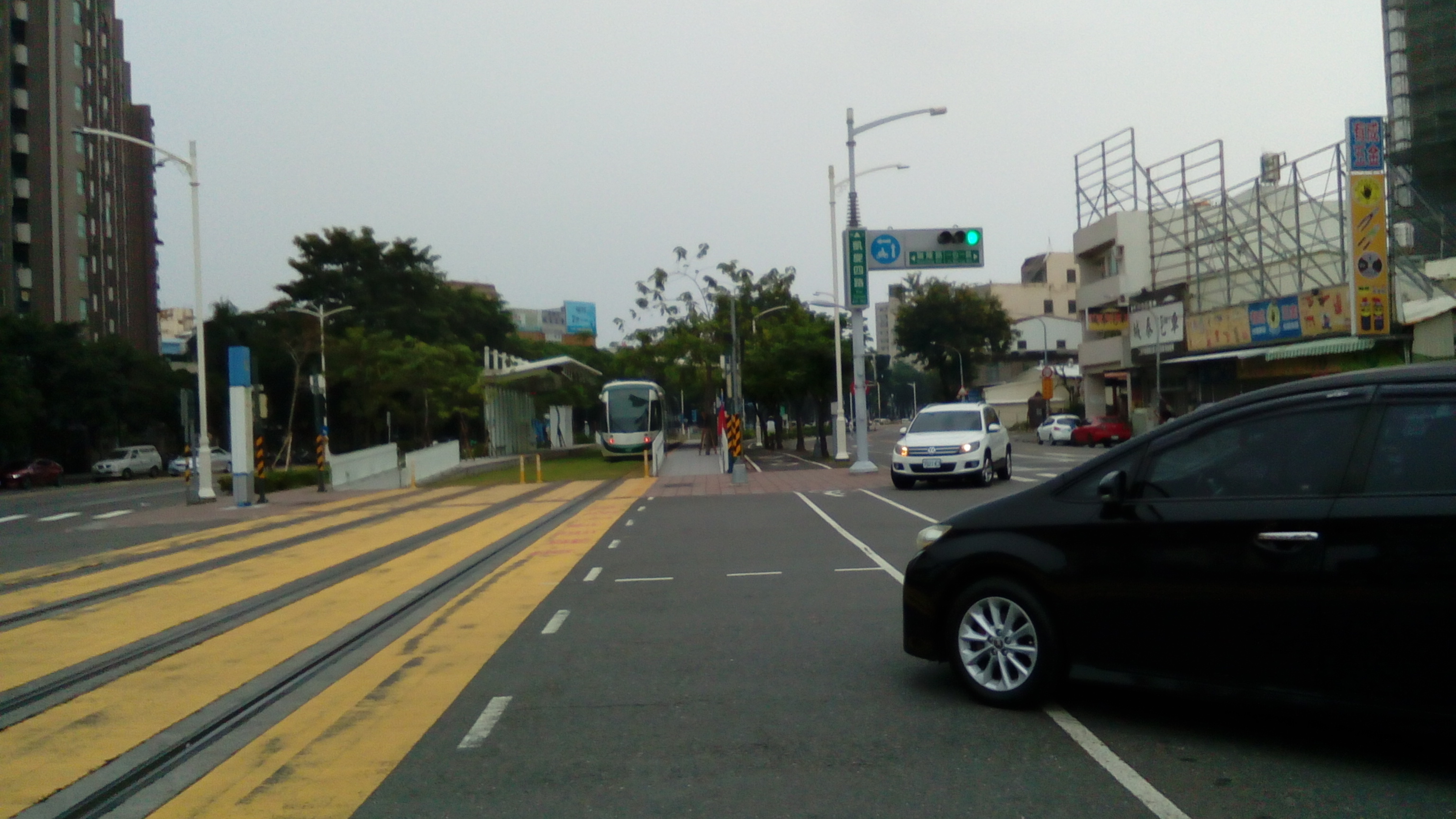
高雄輕軌-籬仔內站
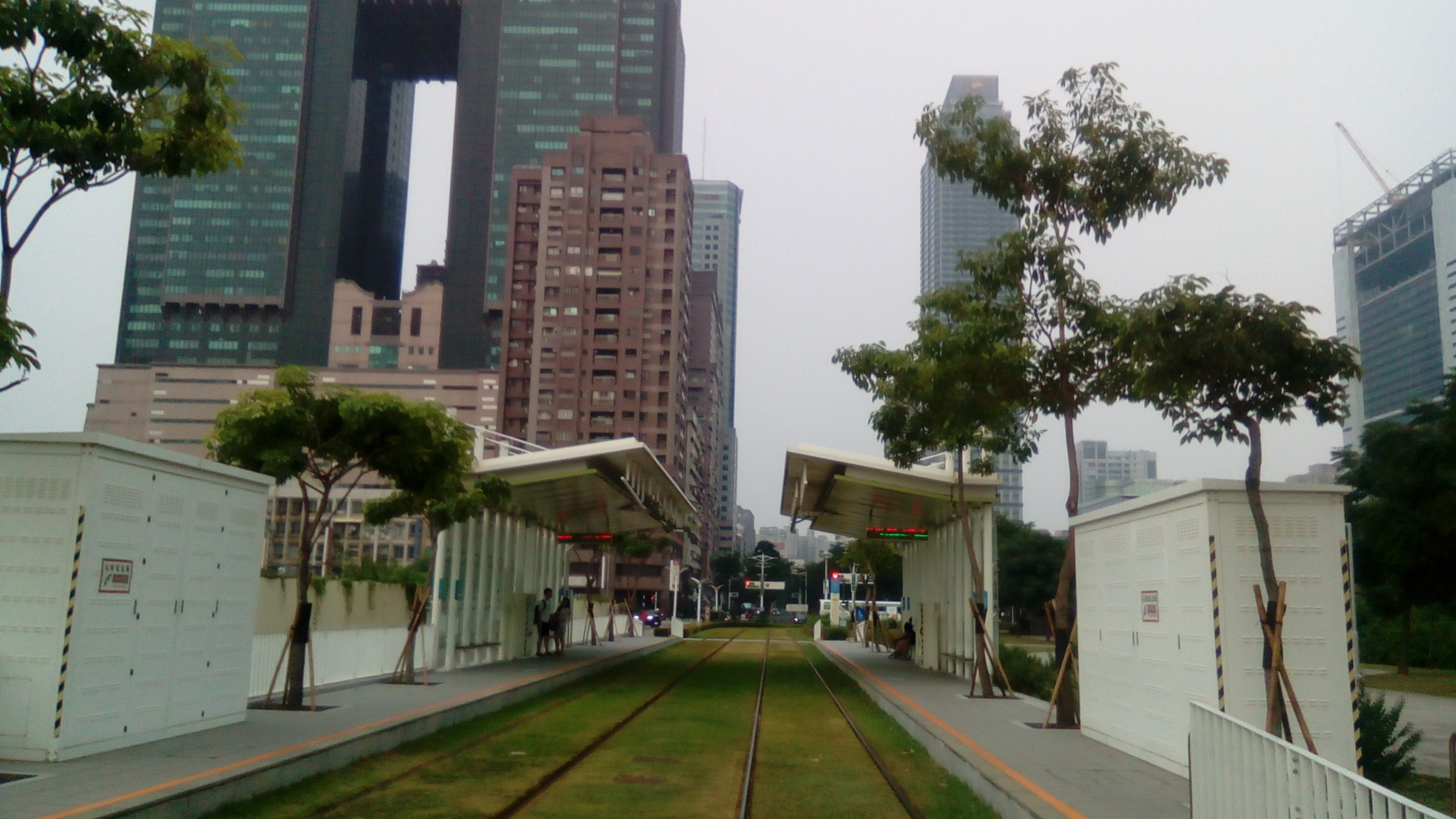
高雄輕軌-高雄展覽館站

## 外部連結
- 高雄市前鎮區公所 （页面存档备份，存于）
- 高雄市前鎮區戶政事務所 （页面存档备份，存于）
- 高雄市前鎮區衛生所 （页面存档备份，存于）